# Districtul Neunkirchen
Districtul Neunkirchen este un district rural (în germană Landkreis) în landul Saarland, Germania. Administrația districtului este în orașul Ottweiler.
1. ↑  Gesetz Nr. 986 zur Neugliederung der Gemeinden und Landkreise des Saarlandes (în germană), Saarbrücken: Amtsblatt des Saarlandes, 24 decembrie 1973, p. 857
2. 1 2 3  GeoNames